# 春日井市立西部中学校
春日井市立西部中学校（かすがいしりつ せいぶちゅうがっこう）は、愛知県春日井市宮町にある公立中学校。

## 概要
- 旧東春日井郡勝川町、鷹来村に跨っており春日井市立春日井小学校校区、春日井市立牛山小学校校区、春日井市立松山小学校校区の生徒が通学する[1]。

## 沿革
- 1947年（昭和22年）
  - 4月1日 - 春日井市立西部中学校として開校。春日井市立鷹来小学校、春日井市立牛山小学校、春日井市立春日井小学校、春日井市立味美小学校の4つの小学校を校区とする。校舎は、元々、牛山町にあった小牧飛行場に駐営していた陸軍航空隊の兵舎であり、終戦後、進駐軍兵舎となり、さらに昭和21年2月から愛知第一師範学校女子部の校舎と寮舎として使用したものだった[2]。
  - 4月18日 - 開校式を行う。
- 1948年（昭和23年）12月 - 現在地（宮町字宮町175番地）に1号校舎が完成し、3年生が移る[3]。
- 1949年（昭和24年）5月 -  2号校舎が完成し、2年生が移る[4]。
- 1950年（昭和25年）2月 - 3号校舎が完成し、1年生が移る。これにより全生徒が新校舎に移る[5]。
- 1960年（昭和35年） - 新校舎（鉄筋コンクリート造）が完成する。
- 1964年（昭和39年） - 本館が完成する。
- 1971年（昭和46年） - 体育館が完成する。
- 1972年（昭和47年）4月 - 春日井市立知多中学校を分離する。
- 1975年（昭和50年）4月 - 春日井市立鷹来中学校を分離する。但し、旧鷹来村区域のうち牛山小学校区は現在に至るまで西部中学校区である。
- 1983年（昭和58年） - 南館が完成する。
- 1989年（平成元年） - 武道場が完成する。

## 交通アクセス
- 名鉄小牧線春日井駅下車、徒歩約12分。

## 周辺施設
- 愛知県立春日井南高等学校
- 春日井市立春日井小学校
- 春日井市立松山小学校
- 西部保育園
- 春日井宮町郵便局